# Terracina
Terracina és un municipi italià, situat a la regió del Laci i a la província de Latina. L'any 2008 tenia 43.267 habitants.

## Història antiga
Originàriament s'anomenava en llatí: Tarracina i en grec antic: Ταρράκινα i era una ciutat dels volscs vora la mar Tirrena, a uns 15 km de Circeis. També s'esmenta amb el nom d'Anxur, i Plini el Vell i Titus Livi diuen que aquest era el nom que li donaven els volscs. El nom d'Anxur el van utilitzar els poetes per referir-se a la ciutat.
Els romans la van conquerir al segle iv aC i li van dir Tarracina. Apareix en un tractat entre Roma i Cartago l'any 509 aC on se l'enumera junt amb Circeii i Antium sota la dependència de Roma, però després va tornar als volscs que la van tenir sota el seu poder fins al 406 aC, quan torna a ser esmentada de nou amb motiu de l'atac de Numeri Fabi Ambust, que la va prendre per assalt. Titus Livi diu que era una ciutat pròspera i rica, i que els romans en van prendre un gran botí. L'any 402 aC els volscs la van recuperar per una negligència de la guarnició romana. El 400 aC els romans dirigits per Luci Valeri Potit la van tornar a assetjar, i després d'uns assalts rebutjats, finalment va ser bloquejada i es va rendir. Un atac dels volscs a la ciutat l'any 397 aC no va tenir conseqüències.
Cap a l'any 330 aC, amb la conquesta romana de Privernum, s'hi va poder establir una colònia romana, que es va fundar el 329 aC. Els habitants de Tarracina van demanar exempció del servei militar (a la Segona Guerra Púnica) i del servei naval més tard, a les quals haguera tingut dret com a colònia llatina, però no ho era considerada tot i estar al Latium, i tampoc era una colònia romana plena sinó una colònia marítima de la ciutat (Colònia marítima civium). La ciutat era el lloc on la via Àpia arribava per primer cop a mar.
Es va convertir en una ciutat important durant la República, i s'hi va construir un port artificial que suplia la manca d'un de natural. La seva situació era estratègica, ja que dominava el pas de la via Àpia i al pas estret de Làutules. A la guerra civil entre Cèsar i Pompeu Tarracina va ser ocupada per Pompeu amb tres cohorts dirigides pel pretor Publi Rutili Llop, però en van sortir quan Pompeu es va retirar a Brundisium.
Durant l'Imperi, a la guerra civil entre Vespasià i Vitel·li, es va considerar un punt estratègic, i Vespasià la va ocupar, però la va arrabassar Luci Vitel·li el Jove, just abans de la mort del seu germà. En aquella època els romans rics hi van construir vil·les com a segona residència. L'emperador Domicià hi va tenir una vil·la, i una altra Galba, que va néixer en aquesta vil·la, situada al camí de Fundi.
Al final de l'Imperi encara va ser una fortalesa important durant les guerres amb els ostrogots.
Durant la Conquesta del Regne de Nàpols, el 1436, Pere d'Aragó i d'Alburquerque la va prendre als Estats Pontificis.

## Fills il·lustres
- Antonio Cifra () 1584?-1629, fou un compositor musical